# Deadmau5
Deadmau5 — справжнє ім'я і прізвище англ. Joel Thomas Zimmerman (укр. Джоель Томас Циммерман). Народився 5 січня 1981 року. Продюсер та діджей, родом з Онтаріо, Канада. Уродженець Канади, Deadmau5 переїхав від берегів Ніагарського водоспаду в Торонто, де зараз живе і працює. У Ніагарі він працював з продюсером радіо програми the party revolution зі своїм другом і напарником Steve Duda.
Музикант працює з лейблом Play Digital і допоміг йому стати одним з найбільш продаваних онлайн-лейблів на Beatport.com. Його сингли стали грати такі відомі діджеї як Pete Tong, John Acquaviva, Chris Lake, Sebastien Leger, Nic Fanciulli, Jody from WOW, Donald Glaude і багато інших. Сьогодні Deadmau5 активно співпрацює з group twentyfour і просуває свої власні лейбли 'Xfer records' і 'mau5trap'.
Ключовим моментом, що вплинув на зліт популярності Джоеля, стало потрапляння одного з його треків Faxing Berlin в руки Піта Тонга (лютий 2007-го). З тих самих пір Deadmau5 став один за одним випускати цифрові сингли, створив власний лейбл Mau5trap Recordings і потрапив як мінімум на 15 танцювальних компіляцій за весь рік.

## Походження псевдоніма
Псевдонім Циммермана був придуманий, коли він, замінюючи відеокарту, виявив мертву мишу в своєму комп'ютері. Він повідомив про це людям в чаті і став відомий там як «той хлопець з мертвої мишею» (англ. that dead mouse guy). Після цього він скоротив псевдонім спочатку до англ. Dead Mouse (мертва миша), а потім до Deadmau5.

## Дискографія

### Альбоми
- Random Album Title (2008)
- For Lack of a Better Name (2009)
- 4x4=12 (2010)
- Album Title Goes Here (2012)
- While(1<2)(2014)

### Цифрова Дистрибуція
- Get Scraped (2006)
- Vexillology (2006)
- Project 56 (2008)

### EP
- Everything Is Complicated (2007)
- Full Circle (2007)

### Компіляції
- It Sounds Like (2009)